# Vioolconcert nr. 1 (Sinding)
Christian Sinding voltooide zijn Vioolconcert nr. 1 opus 45 in 1898. Sinding had al een heel repertoire aan kamermuziek en liederen geschreven voordat hij aan zijn derde werk in grote bezetting begon. Alleen zijn Pianoconcert en Symfonie nr. 1 gingen het vioolconcert voor. Sinding zou trouwens veel meer kamermuziek en liederen schrijven dan grote werken. Zoals vaker met zijn werken trof hij het niet. Hij wilde als solist bij de eerste uitvoering Adolf Brodsky tijdens een concert georganiseerd door Edvard Grieg in Bergen. Het werd echter de toenmalige concertmeester van het Hoforkest van Kopenhagen, die de “eerste viool” speelde in Oslo op 10 december 1898. 
Het concert viel bij het publiek in goede aarde, zeker vanaf het moment maestro Henri Marteau het ging uitvoeren. In 1900 voerde Marteau het twee avonden achter elkaar uit in Duitsland. Sinding was populairder in dat land dan in zijn thuisland Noorwegen.
Hoe behoudend Sinding ook was, het vioolconcert is niet geschreven in de driedelige opzet, zoals toen gebruikelijk was. Hij vatte alles in één deel samen. De tempoverdeling is dan weer klassiek: Allegro energico (snel), Andante (langzaam(, Allegro giacoso (snel). Na een beginnend succes verdween het werk van het repertoire. 
Sinding schreef het voor
- soloviool
- 2 dwarsfluiten, 2 hobo’s, 2 klarinetten,  2 fagotten
- 4 hoorns, 2 trompetten
- pauken,
- violen, altviolen, celli, contrabassen

## Discografie
- Uitgave Naxos: Henning Kraggerud met het Bournemouth Symphony Orchestra o.l.v. Bjarte Engeset
- Uitgave CPO Recordings: Andrej Bielow met het Sinfonieorchester des Norddeutschen Rundfunks ol.v. Frank Beerman